# Гиберно-саксонские рукописи
Гиберно-саксонская книжная традиция возникла в результате христианизации Ирландии (её латинское название — «Гиберния»), начавшейся в VI веке и последующей миссионерской работой ирландских миссионеров в англосаксонских королевствах, а позднее и на материке. Под влиянием гиберно-саксонской традиции возникла франко-саксонская школа, оказывавшая влияние на каролингскую традицию. Из-за набегов викингов искусство оформления рукописей на Британских островах пришло в упадок, но оказало сильнейшее воздействие на оттоновскую традицию в Германии.

## Список рукописей
| Изображение | Название                                     | Дата                                     | Место создания, школа                                                    | Содержание | Место хранения, каталожное обозначение                                                         |
|             | Амброзианский Орозий или «Орозий из Боббио»  | Начало VII века                          | Аббатство Боббио; создано ирландскими монахами                           | Павел Орозий: «Хроника». Фигуративных миниатюр нет, самый ранний сохранившийся образец «ковровой страницы», сплошь занятой орнаментами | Милан, Амброзианская библиотека, MS D. 23 Sup.                                                 |
|             | Даремское Евангелие (манускрипт A.II.10.)    | Середина VII века                        | Неизвестно                                                               | Четвероевангелие, уцелели только 7 листов | Дарем, Соборная библиотека, Manuscript A.II.10.                                                |
|             | Книга из Дарроу                              | Около 675                                | Нортумбрия или Аббатство Дарроу                                          | Четвероевангелие, шесть «ковровых» страниц, полностью занятых узорами, полностраничная миниатюра с символами четырёх Евангелистов, четыре полностраничные миниатюры с символами каждого евангелиста и шесть страниц с декорированным текстом. Написано островным шрифтом                                                                     | Дублин, Библиотека Тринити-Колледжа, MS A. 4. 15. (57)                                         |
|             | Книга из Муллинга                            | Вторая половина VII века                 | Вероятно, копия с более раннего манускрипта, выполненного в Сент-Маллинс | Четвероевангелие, Апостольский Символ веры, план аббатства, изображения евангелистов (сохранились 3), иллюминированные инициалы. Текст записан ирландским минускулом | Дублин, Библиотека Тринити-Колледжа, MS 60                                                     |
|             | Даремское Евангелие                          | Конец VII века                           | Линдисфарн                                                               | Четвероевангелие; сохранились только 2 листа: полностраничное изображение Распятия и заглавный лист Евангелия от Иоанна с роскошным инициалом | Дарем, Соборная библиотека, MS A II 17                                                         |
|             | Евангелие из Эхтернаха                       | Конец VII века                           | Возможно, Линдисфарн или Ирландия                                        | Четвероевангелие; миниатюры символические | Париж, Национальная библиотека Франции, Lat. 9389                                              |
|             | Кодекс Эйкензиса или «Евангелие из Маасейка» | Рубеж VII—VIII веков                     | Йорк (?)                                                                 | Четвероевангелие, полностраничная миниатюра на первом листе не поддаётся атрибуции | Маасейк, Церковь св. Екатерины                                                                 |
|             | Амиатинский кодекс                           | Начало VIII века                         | Джарроу или Вирмутское аббатство                                         | Вульгата; самая ранняя полностью сохранившаяся рукопись перевода блаж. Иеронима. Полностраничные миниатюры предваряют текст Ветхого и Нового Завета | Флоренция, Лауренциана, MS Amiatinus 1                                                         |
|             | Евангелие из Трира                           | Первая половина VIII века                | Трир или Эхтернах, под влиянием островного стиля                         | Четвероевангелие; 16 полностраничных миниатюр, многочисленные инициалы | Трир, Кафедральный собор                                                                       |
|             | Книга Диммы                                  | VIII век                                 | Роскрей                                                                  | Старолатинское Четвероевангелие | Дублин, Библиотека Тринити-Колледжа, MS.A.IV.23                                                |
|             | Санкт-Галленский кодекс 51                   | VIII век                                 | Санкт-Галлен; выполнен ирландскими монахами                              | Четвероевангелие; полностраничные миниатюры евангелистов, распятия, ковровая страница и проч. | Библиотека монастыря святого Галла, Cod. 51                                                    |
|             | Евангелие Otho-Corpus                        | VIII век                                 | Санкт-Галлен                                                             | Четвероевангелие; сохранилось фрагментарно, хранится в разделённом виде | Лондон, Британская библиотека, Ms. Cotton Otho C V; Кембридж, Corpus Christi College, Ms. 197B |
|             | Херефордское Евангелие                       | VIII век                                 | Уэльс или Уэст-Кантри                                                    | Четвероевангелие; стиль оформления сочетает дохристианские кельтские, итальянские и каролингские элементы | Херефорд, Соборная библиотека, Ms. P. I. 2 (хранится прикованной цепью к полке)                |
|             | Евангелие из Линдисфарна                     | Между 715—721                            | Линдисфарн                                                               | Четвероевангелие; в X веке между строками латинского текста вписан перевод на староанглийский язык епископа Алдреда | Лондон, Британская библиотека, Cotton MS Nero D. iv                                            |
|             | Даремский Кассиодор                          | Около 730                                | Нортумбрия                                                               | «Толкование псалмов» Кассиодора; сохранились два полностраничных изображения царя Давида | Дарем, Соборная библиотека, MS B. II. 30                                                       |
|             | Личфилдское Евангелие                        | Около 730                                | Уэльс                                                                    | Четвероевангелие (сохранились Евангелия от Матфея и Марка, и частично — Евангелие от Луки); содержит маргиналии на древневаллийском языке. Оформлено полностраничными миниатюрами евангелистов, ковровой страницей, инициалами и др. | Личфилд, Соборная библиотека                                                                   |
|             | Стокгольмский Золотой кодекс                 | Около 750                                | Кентербери                                                               | Старолатинское Четвероевангелие; сохранились два полностраничные изображения евангелистов и 7 инициалов в полный лист. Декорированы также таблицы канонов | Стокгольм, Национальная библиотека Швеции, MS.A.135                                            |
|             | Веспасианова псалтырь                        | Середина VIII века                       | Кентербери или Минстер-ин-Танет)                                         | Псалтирь; три полностраничных инициала, миниатюра царя Давида, несколько малых инициалов | Лондон, Британская библиотека, Cotton Vespasian A I                                            |
|             | Лондонское Евангелие                         | Середина VIII века с дополнениями X века |                                                                          | Четвероевангелие с некоторой примесью старолатинских чтений; сохранилось единственное оригинальное полностраничное изображение евангелиста Луки, прочие миниатюры и инициалы заменены в X веке | Лондон, Британская библиотека, Add. MS. 40618                                                  |
|             | Евангелие Барберини                          | Середина VIII века                       |                                                                          | Четвероевангелие, 4 полностраничных изображения евангелистов, декорированная таблица канонов, 15 инициалов | Рим, Ватиканская апостольская библиотека, Barberini Lat. 570                                   |
|             | Келлская книга                               | Около 800                                | Аббатство Айона                                                          | Четвероевангелие; 10 полностраничных иллюстраций, включая две с портретами евангелистов, три страницы с четырьмя символами евангелистов, страница с монограммой из имени Христа, миниатюра Девы с Младенцем, миниатюра Воцарившегося Христа, миниатюра с арестом Христа и с Искушением Христовым; 13 полных страниц с декорированным текстом | Дублин, Библиотека Тринити-Колледжа, Ms. 58 (A.I.6)                                            |
|             | Сернская книга                               | IX век                                   | Мерсия (?)                                                               | Молитвенник на староанглийском языке, драма «Сошествие в ад» | Кембридж, Университетская библиотека, MS L1. 1. 10                                             |
|             | Дирская книга                                | X век                                    | Дирский монастырь                                                        | Четвероевангелие, Апостольский Символ веры, гэльские маргиналии | Кембридж, Университетская библиотека, MS. II.6.32                                              |